# Eriolarynx
Eriolarynx es un género de plantas en la familia de las Solanáceas con tres especies que se distribuyen por Argentina y Bolivia.

## Especies seleccionadas
- Eriolarynx fasciculata (Miers) Hunz.
- Eriolarynx iochromoides (Hunz.) Hunz.
- Eriolarynx lorentzii (Dammer) Hunz.